# Pultenaea baeuerlenii
Pultenaea baeuerlenii är en ärtväxtart som beskrevs av Ferdinand von Mueller. Pultenaea baeuerlenii ingår i släktet Pultenaea och familjen ärtväxter. Inga underarter finns listade i Catalogue of Life.